# FK Dinamo Minsk
El Dinamo Minsk (en bielorruso: Дынама Мінск; en ruso: Динамо Минск, FK Dynama Minsk) es un club de fútbol bielorruso con base en la ciudad de Minsk. Fue fundado en 1927 como parte de la sociedad deportiva Dinamo y actualmente juega en la Liga Premier de Bielorrusia. 
El Dinamo Minsk fue el único club de la República Socialista Soviética de Bielorrusia que jugó en la Primera división soviética, en la que disputó 33 de las 54 temporadas jugadas, y ganó un campeonato de liga, en 1982. Tras el colapso de la Unión Soviética, el Dinamo formó parte de la nueva Liga Premier de Bielorrusia, que dominó claramente en sus inicios. En total, el club cuenta con 14 títulos nacionales, nueve ligas, tres copas bielorrusas y una supercopa; y contando los títulos obtenidos formando parte de la Unión Soviética cuenta con un total de 20 títulos.
Los colores tradicionales del club son el blanco y el azul, colores que comparten todos los clubes de la sociedad deportiva Dinamo. De igual forma, su escudo tradicional es la «D» cirílica. Sin embargo, durante su historia el club fue renombrado como Spartak y Bielorrusia, por lo que su escudo y colores variaron temporalmente. El club tiene su propio estadio, el estadio Dinamo-Yuni, un pequeño recinto de 4 000 espectadores aproximadamente. No obstante, suele utilizar el estadio Traktar o el estadio Dinamo para sus partidos más importantes.

## Historia

### Fundación y primeros años (1927–1941)
La fecha de fundación del club es considerada la del primer partido documentado, que tuvo lugar el 18 de junio de 1927 en Smolensk, donde los ciudadanos de Minsk se enfrentaron a sus compañeros locales del Dinamo Smolensk y ganaron su primera victoria (2–1). En ese mismo año el Dinamo se hizo con su primer trofeo al ganar el campeonato de la República Socialista Soviética de Bielorrusia. La competición fue conformada por las principales ciudades y tras una lucha con los equipos de Homel y Vitebsk, el equipo en Minsk logró proclamarse campeón. El equipo nacional de la capital estaba casi enteramente compuesto de jugadores del Dinamo, que insistió en cambiar el nombre del equipo. El Dinamo derrotó 4–1 al equipo de Homel, al que siguió una victoria en un enfrentamiento difícil con Vitebsk (el primer partido fue interrumpido cuando el marcador era de 1–1 debido a la oscuridad y el gol de la victoria del segundo partido fue anotado por Tikhomirov en el noveno minuto del tercer periodo extra después de un 2–2 en el tiempo reglamentario).
A principios de los años 1930, el Dinamo construyó en Minsk su propio estadio, de madera y con capacidad para 10 000 espectadores. Cada miembro del equipo contribuyó a la construcción del recinto deportivo, habiendo trabajado desinteresadamente durante 100 horas. Los ciudadanos de Minsk no pudieron participar en el campeonato nacional y jugó en el campeonato de la república. En 1940 el equipo de capital (ya recibió el estatus de maestro de los deportes) fue incluido en el campeonato de la Clase B –la segunda división soviética– para el próximo año. El 27 de abril de 1941 el Dinamo debutó en Minsk en partido oficial en el campeonato contra el Spartak Leningrado y ganó con un marcador de 2–1. Esa temporada fue abandonada el 22 de junio debido a la llegada de la Segunda Guerra Mundial a territorio soviético (la Gran Guerra Patria).

### Dinamo en la Gran Guerra Patria (1941–1944)
La Segunda Guerra Mundial –denominada Gran Guerra Patria para el pueblo soviético– estalló y afectó a los jugadores del Dinamo en Minsk. Los deportistas fueron enviados a Moscú, donde formaron parte de la Brigada Motorizada Independiente de Fusileros de Designación Especial (OMSBON; siglas de Otdel'naya Motostrelkovaya Brigada Osobogo Naznacheniya), administrada por el NKVD. En la brigada se inscribieron los jugadores del club, patrullaron, participaron en la creación de líneas de defensa, objetos importantes de minería, operaciones de reconocimiento y acciones de sabotaje en territorio ocupado.
El equipo central se mantuvo y después de la victoria en Stalingrado los jugadores del equipo de fútbol recién formado aparecieron en algún momento del campeonato de Moscú bajo el nombre de Unidad Militar Mayor Ivanov. Posteriormente, el equipo pasó a llamarse Dinamo-2.

### Dinamo en el fútbol de posguerra (1945–1953)
El 14 de mayo de 1945 el partido entre el Dinamo contra el Zenit Leningrado puso en marcha el primer campeonato nacional de la posguerra. El resultado final del encuentro fue de empate a un gol, obra de Boris Kurnev para los bielorrusos. El partido se celebró en Tbilisi.
El viejo estadio del club fue destruido durante el conflicto y tuvo que ser derribado por el propio equipo para la construcción de las nuevas instalaciones. Mientras tanto, el Dinamo disputó sus partidos como local en el estadio Pishevik. El 14 de junio de 1945 se celebró el primer partido en suelo bielorruso después de la guerra ante sus homólogos del Dinamo Moscú. El partido terminó en victoria para los moscovitas (0–3). El equipo acabó en el noveno lugar de la tabla clasificatoria con 17 puntos en 22 partidos.
El Dinamo participó en los campeonatos nacionales celebrados entre 1946-1949 con resultados muy pobres. En la temporada 1947, el club volvió al reconstruido estadio Dinamo. Finalmente, en 1950, el equipo consumó su descenso a la segunda división del fútbol soviético tras acabar en decimoséptima posición. El Dinamo descendió de la Primera división junto a otros seis equipos. En ese momento el club apostó por jóvenes talentos para devolver al equipo a la máxima competición, y para ello contrató al portero Alexei Khomich. Otros fichajes relevantes fueron Iván Moser, Vladimir Nuzhdin, Viacheslav Artiómov o Yuri Projorov.

### Spartak y Bielorrusia Minsk (1954–1962)
En 1954, la Orden de la Oficina de Cultura Física y Deporte y el Ministerio de Educación de la República Socialista Soviética de Bielorrusia cambiaron la denominación oficial del club de Dinamo a Spartak. Al principio de la temporada, el club mostró un juego brillante. El equipo de Minsk venció a varios de los grandes clubes del fútbol soviético como el Spartak Moscú (2–1), el CSKA (1–0) o el Dinamo Moscú (1–0). El Spartak Minsk lideraba con ventaja el campeonato. Pese a que lograron importantes victorias contra el Krylia Sovetov (2–0), Zenit (2–0), Torpedo (2–1) y Dynamo Kiev (3–2), el equipo no consiguió aguantar la presión y acabó cediendo ante el Dinamo moscovita, el campeón. Sin embargo, el club obtuvo un meritorio tercer puesto en ese campeonato de la URSS 1953, la primera medalla de su historia.
La temporada siguiente, el equipo perdió su solidez en el juego y ocupó el último lugar, por lo que volvió a descender a la clase "B", la segunda división. Un año más tarde, de nuevo regresó a la máxima categoría, pero perdería su lugar en la élite la temporada siguiente.
En 1960 las autoridades volvieron a cambiar el nombre del club. Esta vez fue renombrado Bielorrusia, en honor de la república a la que el equipo representa. Los mejores jugadores bielorrusos del Urozhai y el resto de los equipos de la república fueron reunidos en el Bielorrusia. El inicio del Bielorrusia Minsk en el campeonato soviético de 1960 resultó prometedor, con cinco victorias consecutivas. Entre los equipos derrotados por los bielorrusos figuraban el Spartak Moscú y el Dynamo Kiev. En toda la primera ronda del campeonato, el equipo de Minsk ha sufrido apenas dos derrotas: contra el Kairat Alma-Ata (0–2) y el CSKA Moscú (0–3). Sin embargo, el equipo no pudo mantener el ritmo regular y acabó en undécima posición. Los siguientes campeonatos de 1961 y 1962 fueron decepcionantes, con el equipo finalizando sendos torneos de decimonovena posición.

### Años de irregularidad (1963–1978)
En 1963, el club volvió a la máxima competición y recuperó su clásico denominación, Dinamo. En esa misma temporada gana su segunda medalla de bronce del campeonato. Entre las temporadas de 1964 a 1973, el Dinamo se mantuvo en primera división, con resultados irregulares. No obstante, el Dinamo alcanzó su primer éxito en 1965 al disputar, por primera vez en su historia, la final de la Copa soviética. Su rival fue el Spartak Moscú y el partido acabó con empate a cero. Se tuvo que jugar un partido de desempate al día siguiente en el que los moscovitas, esta vez, vencieron por dos goles a uno.
En 1973 acabó en el puesto 15 y volvió a descender. El delantero Eduard Maloféyev, máximo goleador en la historia del club, anunció su retirada tras más de un centenar de goles oficiales en liga con el Dinamo. Se celebró un homenaje al jugador el 21 de octubre de 1971, en el estadio Dinamo de Minsk.
Dos años pasaron hasta que el club regresó a la élite en 1976. Este año resultó ser inusual para el fútbol soviética. Debido a la participación de la selección nacional de la URSS en la Eurocopa 1976 y en los XXI Juegos Olímpicos se celebraron dos campeonatos nacionales: el de primavera y el otoño. En la primera parte los bielorrusos lograron resultados aceptables, terminando noveno, pero en la segunda fase del torneo otoñal se situó en el último puesto (16) y volvió a dejar la primera división. Al frente del equipo llegó el entrenador Oleg Bazilevich, quien previamente trabajó con el Dynamo Kiev. El equipo no fue capaz de mostrar el juego brillante, y en medio de la temporada de 1978 fue reemplazado por la leyenda del club Eduard Malofeev, con quien ascendió nuevamente en esa temporada.

### Era de Eduard Maloféyev y campeón de la URSS (1979–1983)
El nuevo entrenador comenzó a construir un nuevo equipo. Malofeev exigió e impuso a los jugadores un nuevo estilo de juego, más atractivo para los espectadores. Muchos de los nuevos jugadores fueron grandes talentos del fútbol bielorruso. El Dinamo mostró un buen nivel en la temporada 1979, sin embargo los esquemas tácticos aún no estaban totalmente asentados. No obstante, el equipo acabó en un meritorio sexto lugar. La temporada siguiente el buen resultado del año anterior no fue mejorado y firmó un noveno lugar.
En el campeonato de liga de 1982 el Dinamo realizó un fútbol muy ofensivo tanto en sus partidos como local como fuera. Tras las diez primeras jornadas del torneo, el equipo seguía imbatido y muy por delante de los favoritos. Aquellos corrieron en su persecución. El primero que no pudo aguantar el ritmo de la carrera fue el Dinamo Tbilisi y en las dos jornadas siguientes el Spartak Moscú perdió las posibilidades de dar caza al equipo bielorruso. Sólo el Dynamo Kiev llegó con opciones a la recta final del campeonato. En la jornada final, el Dinamo derrotó al Spartak (4–3) en Minsk y se proclamó, por primera vez en su historia, campeón de la liga de la Unión Soviética.
Al éxito del Dinamo Minsk se le añadieron otros tres trofeo honoríficos. Para el final de la temporada, el delantero del Dinamo Georgy Kondratiev fue galardonados con el premio Grigory Fedotov (adjudicado a un jugador que alcanza la cifra de cien goles anotados en liga en su carrera), la Copa Progreso de 1982 y el título de Agressivnomu gostyu o «invitado agresivo», premio otorgado por el periódico Komsomol'skoye znamya desde 1966 hasta 1991 al equipo soviético con mayor cantidad de puntos conseguidos como visitante.
La plantilla que logró el histórico triunfo de 1982 estuvo compuesta por Yuriy Kurnenin, Aleksandr Prokopenko, Viktor Yanushevskiy, Mijaíl Vergeyenko, Sergey Borovskiy, Petr Vasilevskiy, Yuriy Pudyshev, Lyudas Rumbutis, Andréi Zigmantóvich, Georgi Kondratiev, Viktor Shishkin, Viktor Sokol, Serguéi Aléinikov, Ihar Hurynovich, Igor Belov, Yuriy Kurbyko, Yuriy Trukhan y Sergey Gotsmanov.
El Dinamo participó por primera vez en competición europea en la Copa de Europa 1983-84, en la que representó a la Unión Soviética como campeón nacional de liga. En primera ronda eliminó al Grasshopper tras vencer un gol a cero en la ida y empatar a dos goles en el partido de vuelta en Zúrich. En segunda ronda se deshizo del Rába ETO Győr en una eliminatoria que terminó con un global de 4–9 favorable al equipo bielorruso. En el partido de ida en Győr el Dinamo venció con un espectacular 3–6 y un hattrick de Viktor Sokol. En el partido de vuelta venció a los húngaros por tres goles a uno. En cuartos de final el Dinamo se midió a su homólogo rumano, el Dinamo Bucarest. En Minsk el partido acabó en empate a un gol, después de que Mircea Rednic empatase en el minuto 88 para los rumanos. En el estadio Dinamo de Bucarest, los locales vencieron con un gol de Ionel Augustin y el Dinamo Minsk fue eliminado. Viktor Sokol, con seis goles, fue el máximo goleador del torneo.

### Final de la era soviética (1984–1991)
El torneo de liga de 1983 presentó al Dinamo como defensor al título, pero acabó en tercera posición, que le daba acceso a disputar la Copa de la UEFA la temporada siguiente. Igor Gurinovich, con 18 tantos, acabó a un gol del máximo goleador, Yuri Gavrilov, del Spartak. En la Copa de la UEFA 1984-85, el Dinamo logró hacer un buen papel. En primera ronda eliminó con autoridad al HJK Helsinki con un global de 10–0 y en segunda ronda derrotó en los penaltis al Sporting Clube de Portugal. En tercera ronda venció al Widzew Łódź, al que ganó 0–2 en Polonia y perdió 0–1 en Minsk. En cuartos de final el FK Željezničar cerró el paso del Dinamo a semifinales. Los yugoslavos vencieron en Sarajevo por dos goles a cero y el empate a un gol de Minsk dejaba fuera del torneo a los bielorrusos.
En 1987 alcanzó la final de la Copa soviética. En el estadio Lenin de Moscú se enfrentaron el Dinamo de Minsk con el Dynamo de Kiev y el resultado fue de empate a tres goles en un vibrante partido. Tras una prórroga sin goles, los ucranianos se impusieron en la tanda de penaltis (4–2) y se hicieron con el título. Sin embargo, el Dinamo Minsk fue el encargado de disputar la Recopa de Europa 1987-88, ya que los de Kiev disputaban la Copa de Europa esa temporada. En su primera participación en este torneo alcanzaron los cuartos de final, donde fueron eliminados por el KV Malinas (2-1), futuro campeón del torneo. Antes, el club soviético había eliminado al Gençlerbirliği y al Real Sociedad.
El equipo se salvó de un nuevo descenso en la liga de 1990 al sumar un punto más que el último clasificado, el Rotor Volgogrado. El campeonato de 1991 fue el último del fútbol soviético debido a la disolución del país. El Dinamo Minsk acabó esa última temporada en novena posición. Valeri Velichko, con nueve goles, fue el máximo realizador del equipo.
El Dinamo ocupa el décimo puesto en la clasificación histórica de la Primera División de la Unión Soviética, con 33 temporadas, un campeonato de liga y tres terceros puestos.

### Independencia de Bielorrusia y dominio nacional (1992–presente)

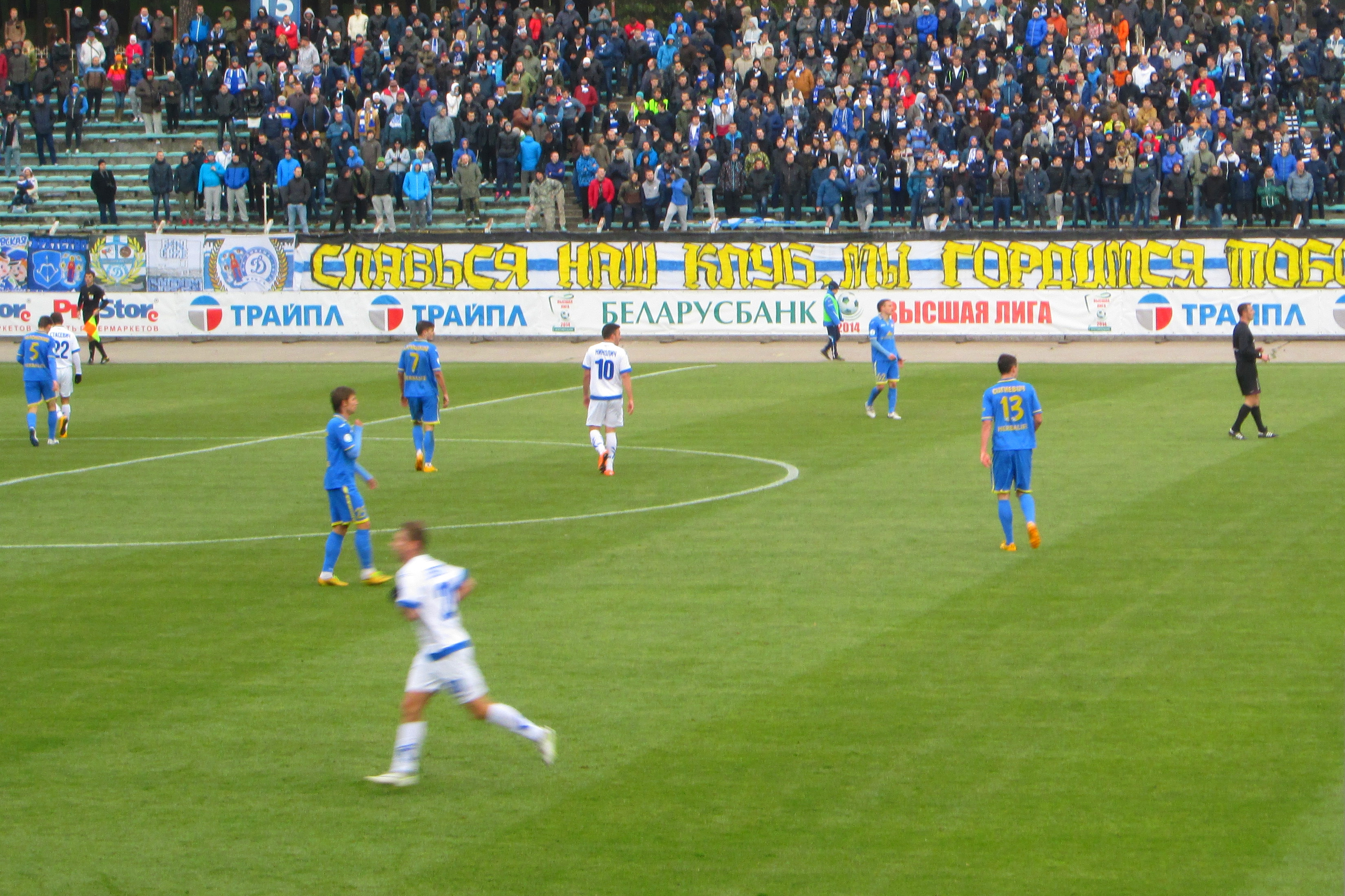
Partido entre el Dinamo (de blanco) y el BATE en el estadio Traktar de Minsk (noviembre de 2014).

En 1992 se inició el primer campeonato del nuevo estado soberano de Bielorrusia tras la disolución de la Unión Soviética, en el que el Dinamo fue uno de los participantes. El Dinamo, habituado a jugar en la máxima competición soviética contra los grandes equipos de las capitales republicanas, contaba con el equipo más fuerte y los mejores jugadores de la república, por lo que la competencia de los demás equipos era muy limitada y había una clara diferencia que se reflejó cada año en la clasificación final.
El primer campeonato fue conquistado por el Dinamo con 25 puntos, aunque el Dnepr Mogilev acabó segundo a un solo punto de diferencia. Sin embargo, la temporada siguiente el Dinamo aventajó en diez puntos al subcampeón, el KIM Vitebsk. Entre 1992 y 1995 el club de Minsk ganó los cinco campeonatos de liga de Bielorrusia de forma clara, comandado por el capitán y centrocampista Valyantsin Byalkevich, que en 1996 firmó por el Dynamo Kiev. Precisamente en ese año el Dinamo no se hizo con el campeonato de liga por primera vez desde la independencia de Bielorrusia y la creación de la liga nacional. EL MPKC Mozyr consiguió sumar un punto más que el Dinamo para proclamarse sorprendente campeón.
A finales de la década de 1990 el Dinamo perdió presencia en la lucha por el campeonato y poco a poco fue relevado por otros clubes emergentes que se sucedieron como campeones –seis equipos diferentes en ocho campeonatos–, pero que tuvo al BATE Borísov como principal rival. El Dinamo conquistó su sexta liga en 1997 y su séptimo campeonato llegó en 2004. Desde entonces, el BATE Borísov se ha mostrado como una fuerza intratable en Bielorrusia conquistando todos los campeonatos de liga e incluso participando en fases de grupos de la Liga de Campeones, algo que el Dinamo no consiguió realizar. La primera vez que logró su pase a la fase de grupos de un torneo europeo fue en la Europa League 2014-15, pero acabó en último lugar con cuatro puntos en un grupo en el que compitió con el PAOK, Fiorentina y Guingamp.

## Estadio

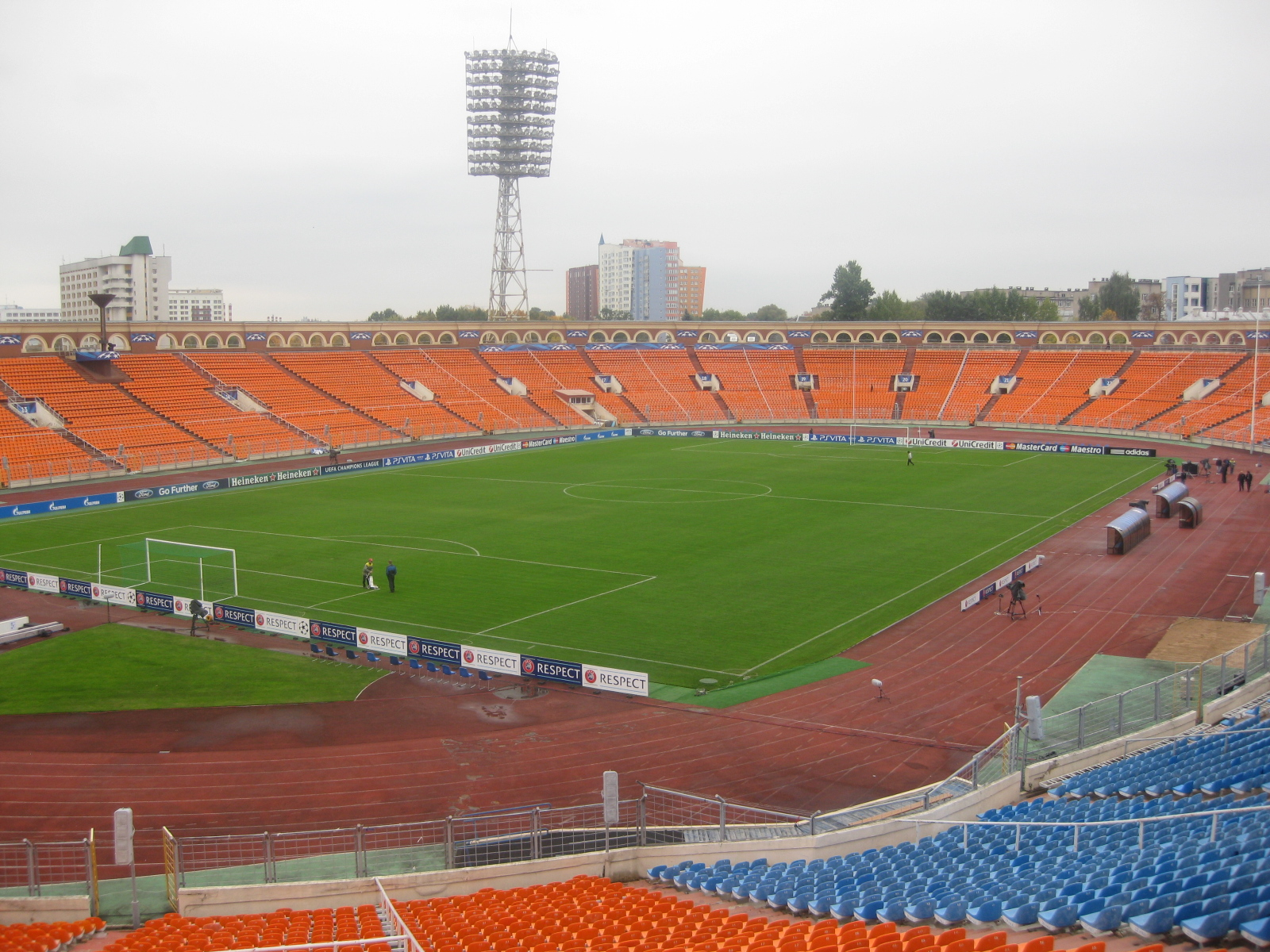
Estadio Dinamo en Minsk.

El estadio tradicional del club hasta el año 2009 ha sido el estadio Dinamo, recinto propiedad del Consejo del Óblast de Minsk de la Sociedad Deportiva Dinamo, situado en el centro de Minsk y que cuenta con cerca de 34 000 espectadores. Fue inaugurado en 1934, pero fue destruido durante la Segunda Guerra Mundial y nuevamente restaurado en la temporada 1947. El estadio fue remodelado entre 1978-1980 para ser una de las sedes de los Juegos Olímpicos de Moscú 1980. Entonces, la capacidad aumentó a 50 000 espectadores, pero posteriormente su aforo fue reducido al instalar asientos en todas las gradas.
Sin embargo, el Dinamo cuenta con su propio estadio, el Dinamo-Yuni, ubicado en el distrito Kuntsevshchina, en el oeste de la ciudad y con capacidad para 4 500 personas. El estadio fue construido en 2000 y se llamó Darida, pero en 2008 fue adquirido por el Dinamo y cambiado a su nombre actual. Este estadio está reservado para los partidos de competición doméstica. Los partidos de competición europea y los derbis importantes se disputan, por razones de seguridad y aforo, en el estadio Dinamo o en el estadio Traktar, recinto de propiedad municipal y con capacidad para 17 600 espectadores. La fase de grupos de la Europa League 2014-15 la disputó en el moderno Borisov Arena.

## Palmarés
| Competición nacional                  | Títulos   | Subcampeonatos |
| ------------------------------------- | --------- | -------------- |
| Primera División (1/0)                | 1982      |                |
| Copa de la Unión Soviética (0/2)      |           | 1965, 1987     |
| Copa de la Federación Soviética (0/1) |           | 1989           |
| Segunda División (2/2)                | 1953-1956 | 1951-1975      |

| Competición nacional                  | Títulos                                                       | Subcampeonatos                                       |
| ------------------------------------- | ------------------------------------------------------------- | ---------------------------------------------------- |
| Liga Premier de Bielorrusia (9)       | 1992, 1992–93, 1993–94, 1994–95, 1995, 1997, 2004, 2023, 2024 | 1996, 2001, 2005, 2006, 2008, 2009, 2014, 2015, 2017 |
| Copa de Bielorrusia (3)               | 1992, 1993–94, 2002–03                                        | 1995–96, 1997–98, 2012–13                            |
| Supercopa de Bielorrusia (2)          | 1994, 2025                                                    |                                                      |
| Campeonato de la RSS Bielorrusa (6/5) | 1937, 1938, 1939, 1945, 1951, 1975                            | 1934, 1935, 1946, 1952, 1977                         |

## Participación en competiciones de la UEFA
| Competicion UEFA | Competicion UEFA       | Competicion UEFA | Competicion UEFA     | Competicion UEFA      | Competicion UEFA | Competicion UEFA |
| Temporada        | Torneo                 | Ronda            | País                 | Club                  | Ida              | Vuelta           |
| ---------------- | ---------------------- | ---------------- | -------------------- | --------------------- | ---------------- | ---------------- |
| 1983–84          | Copa de Europa         | 1                | Suiza                | Grasshopper           | 1–0 (L)          | 2–2 (V)          |
| 1983–84          | Copa de Europa         | 2                | Hungría              | Raba ETO              | 6–3 (V)          | 3–1 (L)          |
| 1983–84          | Copa de Europa         | Cuartos de final | Rumania              | Dinamo Bucureşti      | 1–1 (L)          | 0–1 (V)          |
| 1984–85          | Copa de la UEFA        | 1                | Finlandia            | HJK                   | 4–0 (L)          | 6–0 (V)          |
| 1984–85          | Copa de la UEFA        | 2                | Portugal             | Sporting CP           | 0–2 (V)          | 2–0 (5-3 p.) (L) |
| 1984–85          | Copa de la UEFA        | 3                | Polonia              | Widzew Łódź           | 2–0 (V)          | 0–1 (L)          |
| 1984–85          | Copa de la UEFA        | Cuartos de final | Yugoslavia           | Željezničar Sarajevo  | 0–2 (V)          | 1–1 (L)          |
| 1986–87          | Copa de la UEFA        | 1                | Hungría              | Raba ETO              | 2–4 (L)          | 1–0 (V)          |
| 1987–88          | Recopa                 | 1                | Turquía              | Gençlerbirliği        | 2–0 (L)          | 2–1 (V)          |
| 1987–88          | Recopa                 | 2                | España               | Real Sociedad         | 1–1 (V)          | 0–0 (L)          |
| 1987–88          | Recopa                 | Cuartos de final | Bélgica              | Mechelen              | 0–1 (V)          | 1–1 (L)          |
| 1988–89          | Copa de la UEFA        | 1                | Bulgaria             | Trakia Plovdiv        | 2–1 (V)          | 0–0 (L)          |
| 1988–89          | Copa de la UEFA        | 2                | Rumania              | Victoria Bucureşti    | 2–1 (L)          | 0–1 (V)          |
| 1993–94          | UEFA Champions League  | 1                | Alemania             | Werder Bremen         | 2–5 (V)          | 1–1 (L)          |
| 1994–95          | Copa de la UEFA        | Clasificatoria   | Malta                | Hibernians            | 3–1 (L)          | 3–4 (t.e.) (V)   |
| 1994–95          | Copa de la UEFA        | 1                | Italia               | Lazio                 | 0–0 (L)          | 1–4 (V)          |
| 1995–96          | Copa de la UEFA        | Clasificatoria   | Rumania              | Universitatea Craiova | 0–0 (V)          | 0–0 (3-1 p.) (L) |
| 1995–96          | Copa de la UEFA        | 1                | Austria              | Austria Wien          | 2–1 (V)          | 1–0 (L)          |
| 1995–96          | Copa de la UEFA        | 2                | Alemania             | Werder Bremen         | 0–5 (V)          | 2–1 (L)          |
| 1996–97          | Copa de la UEFA        | Clasificatoria 1 | Irlanda              | Bohemian              | 1–1 (V)          | 0–0 (L)          |
| 1996–97          | Copa de la UEFA        | Clasificatoria 2 | Turquía              | Beşiktaş              | 2–1 (L)          | 0–2 (V)          |
| 1997–98          | Copa de la UEFA        | Clasificatoria 1 | Georgia              | Kolkheti-1913 Poti    | 1–0 (L)          | 1–2 (V)          |
| 1997–98          | Copa de la UEFA        | Clasificatoria 2 | Noruega              | Lillestrøm            | 0–2 (L)          | 0–1 (V)          |
| 1998–99          | UEFA Champions League  | Clasificatoria 1 | Letonia              | Skonto Riga           | 0–0 (V)          | 1–2 (L)          |
| 2001             | Copa Intertoto         | 1                | Luxemburgo           | Hobscheid             | 6–0 (L)          | 1–1 (V)          |
| 2001             | Copa Intertoto         | 2                | Israel               | Hapoel Haifa          | 2–0 (L)          | 1–0 (V)          |
| 2001             | Copa Intertoto         | 3                | Alemania             | Wolfsburg             | 3–4 (V)          | 0–0 (L)          |
| 2002–03          | Copa de la UEFA        | Clasificatoria   | Bulgaria             | CSKA Sofia            | 1–4 (L)          | 0–1 (V)          |
| 2003–04          | Copa de la UEFA        | Clasificatoria   | Dinamarca            | Brøndby               | 0–3 (V)          | 0–2 (L)          |
| 2004             | Copa Intertoto         | 1                | Polonia              | Odra Wodzisław        | 0–1 (V)          | 2–0 (L)          |
| 2004             | Copa Intertoto         | 2                | Serbia y Montenegro  | Sartid Smederevo      | 1–2 (L)          | 3–1 (t.e.) (V)   |
| 2004             | Copa Intertoto         | 3                | Francia              | Lille                 | 1–2 (V)          | 2–2 (L)          |
| 2005–06          | UEFA Champions League  | Clasificatoria 1 | Chipre               | Anorthosis            | 1–1 (L)          | 0–1 (V)          |
| 2006–07          | Copa de la UEFA        | Clasificatoria 1 | Polonia              | Zagłębie Lubin        | 1–1 (V)          | 0–0 (L)          |
| 2006–07          | Copa de la UEFA        | Clasificatoria 2 | Eslovaquia           | Artmedia Petržalka    | 1–2 (V)          | 2–3 (L)          |
| 2007–08          | Copa de la UEFA        | Clasificatoria 1 | Letonia              | Skonto Riga           | 1–1 (V)          | 2–0 (L)          |
| 2007–08          | Copa de la UEFA        | Clasificatoria 2 | Dinamarca            | OB                    | 1–1 (L)          | 0–4 (V)          |
| 2009–10          | UEFA Europa League     | Clasificatoria 1 | Macedonia del Norte  | Renova                | 2–1 (L)          | 1–1 (V)          |
| 2009–10          | UEFA Europa League     | Clasificatoria 2 | Noruega              | Tromsø                | 0–0 (L)          | 1–4 (V)          |
| 2010–11          | UEFA Europa League     | Clasificatoria 2 | Estonia              | Sillamäe Kalev        | 5–1 (L)          | 5–0 (V)          |
| 2010–11          | UEFA Europa League     | Clasificatoria 3 | Israel               | Maccabi Haifa         | 0–1 (V)          | 3–1 (L)          |
| 2010–11          | UEFA Europa League     | Play-Off         | Bélgica              | Club Brugge           | 1–2 (V)          | 2–3 (L)          |
| 2013–14          | UEFA Europa League     | Clasificatoria 1 | Lituania             | Kruoja Pakruojis      | 3–0 (V)          | 5–0 (L)          |
| 2013–14          | UEFA Europa League     | Clasificatoria 2 | Croacia              | Lokomotiva            | 1–2 (L)          | 3–2 (V)          |
| 2013–14          | UEFA Europa League     | Clasificatoria 3 | Turquía              | Trabzonspor           | 0–1 (L)          | 0–0 (V)          |
| 2014–15          | UEFA Europa League     | Clasificatoria 2 | Finlandia            | MyPa                  | 3–0 (L)          | 0–0 (V)          |
| 2014–15          | UEFA Europa League     | Clasificatoria 3 | Rumania              | CFR Cluj              | 1–0 (L)          | 2–0 (V)          |
| 2014–15          | UEFA Europa League     | Playoff          | Portugal             | Nacional              | 2–0 (L)          | 3–2 (V)          |
| 2014–15          | UEFA Europa League     | Grupo K          | Grecia               | PAOK                  | 1–6 (V)          | 0–2 (L)          |
| 2014–15          | UEFA Europa League     | Grupo K          | Italia               | Fiorentina            | 0–3 (L)          | 2–1 (V)          |
| 2014–15          | UEFA Europa League     | Grupo K          | Francia              | Guingamp              | 0–0 (L)          | 0–2 (V)          |
| 2015–16          | UEFA Europa League     | Clasificatoria 2 | Bulgaria             | Cherno More           | 1–1 (V)          | 4–0 (L)          |
| 2015–16          | UEFA Europa League     | Clasificatoria 3 | Suiza                | Zürich                | 1–0 (V)          | 1–1 (t.e.) (L)   |
| 2015–16          | UEFA Europa League     | Playoff          | Austria              | Red Bull Salzburg     | 2–0 (L)          | 0–2 (3–2 p.) (V) |
| 2015–16          | UEFA Europa League     | Grupo E          | República Checa      | Viktoria Plzeň        | 0–2 (V)          | 1–0 (L)          |
| 2015–16          | UEFA Europa League     | Grupo E          | Austria              | Rapid Wien            | 0–1 (L)          | 1-2 (V)          |
| 2015–16          | UEFA Europa League     | Grupo E          | España               | Villareal             | 0–4 (V)          | 1–2 (L)          |
| 2016–17          | UEFA Europa League     | Clasificatoria 1 | Letonia              | Spartaks Jūrmala      | 2–1 (L)          | 2–0 (V)          |
| 2016–17          | UEFA Europa League     | Clasificatoria 2 | Irlanda              | St Patrick's Athletic | 1–1 (L)          | 1–0 (V)          |
| 2016–17          | UEFA Europa League     | Clasificatoria 3 | Serbia               | Vojvodina             | 1-1 (V)          | 0-2 (L)          |
| 2017-18          | UEFA Europa League     | Clasificatoria 1 | Islas Feroe          | NSÍ                   | 2-1 (L)          | 2-0 (A)          |
| 2017-18          | UEFA Europa League     | Clasificatoria 2 | Macedonia del Norte  | Rabotnicki            | 1-1 (A)          | 3-0 (L)          |
| 2017-18          | UEFA Europa League     | Clasificatoria 3 | Chipre               | AEK Larnaca           | 0-2 (A)          | 1-1 (L)          |
| 2018-19          | UEFA Europa League     | Clasificatoria 1 | Irlanda              | Derry City            | 2–0 (V)          | 1–2 (L)          |
| 2018-19          | UEFA Europa League     | Clasificatoria 2 | Eslovaquia           | Dunajská Streda       | 3–1 (V)          | 4–1 (L)          |
| 2018-19          | UEFA Europa League     | Clasificatoria 3 | Rusia                | Zenit San Petersburgo | 4–0 (L)          | 1–8 (V)          |
| 2019-20          | UEFA Europa League     | Clasificatoria 1 | Letonia              | Liepāja               | 1–1 (V)          | 1–2 (L)          |
| 2020-21          | UEFA Europa League     | Clasificatoria 1 | Polonia              | Piast Gliwice         | 0–2 (L)          | 0–2 (L)          |
| 2022-23          | UEFA Conference League | Clasificatoria 1 | Montenegro           | Dečić                 | 1-1 (L)          | 2-1 (V)          |
| 2022-23          | UEFA Conference League | Clasificatoria 2 | Israel               | Hapoel Be'er Sheva FC | 1-2 (V)          | 0-1 (L)          |
| 2023-24          | UEFA Conference League | Clasificatoria 1 | Bosnia y Herzegovina | Željezničar           | 2–2 (V)          | 1–2 (L)          |
| 2024–25          | UEFA Champions League  | Clasificatoria   | Armenia              | Pyunik                | 0–0 (L)          | 1–0 (V)          |
| 2024–25          | UEFA Champions League  | Clasificatoria 2 | Bulgaria             | Ludogorets Razgrad    | 0−2 (V)          | 1−0 (L)          |
| 2024–25          | UEFA Europa League     | Clasificatoria 3 | Gibraltar            | Lincoln Red Imps      | 2–0 (L)          | 1–2 (V)          |
| 2024–25          | UEFA Europa League     | PO               | Bélgica              | Anderlecht            | 0–1 (L)          | 0–1 (V)          |
| 2024–25          | UEFA Conference League | Liga             | Escocia              | Hearts                | 1–2 (L)          |                  |
| 2024–25          | UEFA Conference League | Liga             | Finlandia            | HJK Helsinki          | 0–1 (V)          |                  |
| 2024–25          | UEFA Conference League | Liga             | Polonia              | Legia Warsaw          | 0–4 (V)          |                  |
| 2024–25          | UEFA Conference League | Liga             | Dinamarca            | Copenhagen            | 1–2 (L)          |                  |
| 2024–25          | UEFA Conference League | Liga             | Irlanda del Norte    | Larne                 | 2–0 (L)          |                  |
| 2024–25          | UEFA Conference League | Liga             | Grecia               | Panathinaikos         | 0–4 (V)          |                  |
| 2025–26          | UEFA Champions League  | Clasificatoria 1 | Bulgaria             | Ludogorets Razgrad    | 0−1 (V)          | 2−2 (a.e.t) (L)  |
| 2025–26          | UEFA Conference League | Clasificatoria 2 | Albania              | Egnatia               | 0–2 (L)          | 0–1 (V)          |

## Entrenadores
- Lev Korchebokov (1940)
- Yevgeni Yeliseyev (1945-47)
- Lev Korchebokov (1947-50)
- Aleksandr Nazarov (1950)
- Yevgeni Fokin (1951-52)
- Mikhail Bozenenkov (1954)
- Dmitri Matveyev (1957)
- Vasily Sokolov (1957)
- Viktor Novikov (1960-61)
- Aleksandr Sevidov (1962-69)
- Ivan Mozer (1970-73)
- Anatoli Yegorov (1974)
- Yevgeni Goryanski (1975-76)
- Oleh Bazylevych (1977-78)
- Eduard Malofeyev (1978-83)
- Veniamin Arzamastsev (1984-86)
- Ivan Savostikov (1986-88)
- Eduard Malofeyev (1988-91)
- Mikhail Vergeyenko (1991-94)
- Veniamin Arzamastsev (1994)
- Ivan Schyokin (1994-97)
- Anatoly Baidachny (1997-98)
- Vladimir Kurnev (1998)
- Veniamin Arzamastsev (1998)
- Yuri Kurnenin (1999-2000)
- Pavel Radnyonak (2000)
- Aleksandr Piskaryov (2000-01)
- Georgi Kondratiev (2001)
- Eduard Malofeyev (2001-02)
- Andréi Zigmantóvich (2002)
- Veniamin Arzamastsev (2002)
- Georgi Gyurov (2002-03)
- Anatoly Baidachny (2003)
- Pyotr Shubin (2003-04)
- Yuri Shukanov (2004-05)
- Aleksandr Bashmakov (2005)
- Oleksandr Ryabokon (2005-06)
- Aleksei Petrushin (2006)
- Pyotr Kachura (2006-07)
- Alyaksandr Khatskevich (2007)
- Igor Kriushenko (2007-08)
- Slavoljub Muslin (2008-09)
- Kirill Alshevsky (2009)
- Sergei Gurenko (2009-10)
- Sergey Solodovnikov (2010)
- Vladimir Golmak (2010)
- Oleg Vasilenko (2010-11)
- Sergei Ovchinnikov (2011)
- Aleksandr Sednev (2011-12)
- Oleh Protasov (2012-13)
- Robert Maaskant (2013)
- Uladzimir Zhuravel (2013-14)
- Dušan Uhrin, Jr. (2014-15)
- Vuk Rašović (2015-16)
- Sergey Borovskiy (jul 2016–may 2017)
- Sergei Gurenko (may 2017–ene 2019)
- Roman Pylypchuk (feb–may 2019)
- Sergei Gurenko (jun 2019–abr 2020)
- Leonid Kuchuk (abr 2020–jun 2021)
- Artyom Chelyadinsky (jun 2021–nov 2022)
- Vadim Skripchenko (nov 2022–)